# Спринт
Спринт е състезание по бягане на късо разстояние в леката атлетика. За спринт се считат дистанциите до 400 метра включително . Това е едно от най-вълнуващите и обичани състезания на Олимпийските игри. В олимпийската програмата са включени гладки бягания на 100, 200 и 400 метра и щафети 4 x 100 и 4 x 400 метра за мъже и жени. На Олимпиадата в Токио през 2021 г. дебютира като олимпийска дисциплина смесена шафета 4 х 400, в която участват двама мъже и две жени.

## Обичайни дистанции

### 60 метра
Дисциплината 60 метра обикновено се изпълнява на закрито. Изминаването на цялото разстояние отнема на състезателите от 6 до 7 секунди. В тази дисциплина бързият старт е по-важен от всякъде другаде. Тук се постигат най-големи скорости, а бягането е на един дъх, образно казано. Често 60-те метра се използват като подготовка за различни видове спорт – футбол например. Млади атлети бягат 60 метра на открито, докато навлизат в спринта. Обикновено до 11-годишна възраст се бягат 60 метра, а след това – 100.
Световният рекорд принадлежи на Кристиан Коулман от САЩ, постигнал време 6,34 секунди.

### 100 метра
- Бягането на 100 метра е най-известната спринтьорска дисциплина и една от най-престижните атлетически дисциплини. Дължината на пистата се побира без завои на едната страна (дължина) на стандартната писта на стадион, която е 400 метра. Често победителят в 100-те метра е обявяван за най-бързия човек на планетата. Световният рекорд е 9,58 секунди на Юсейн Болт (Ямайка) – 2009 г. Това е второто му по бързина постижение за най-висока скорост в бягането – 10,44 м/сек.
- Щафетата 4 х 100 метра също е много престижно състезание. При нея четирима души от един отбор бягат по 100 метра всеки, като предават щафетата от първия до последния бягащ. Тук средната скорост е по-висока, защото атлетите имат право да се засилят преди да вземат щафетата, т.е. има летящ старт. Когато предаде на следващия, атлетът вече е свършил своята част от състезанието. При тази дисциплина често от значение е и стратегията на отбора – на коя позиция да стартира (съответно кой под ред да бъде) всеки един от спринтьорите, в зависимост от възможностите си.

### 200 метра
Състезателите стартират в завоя на пистата, за да завършат в края на правата дължина. Това налага те да имат различни фиксирани позиции при стартиране, като най-напред е състезателят в най-външния коридор, а най-отзад е този в най-вътрешния коридор. Разстоянието помежду им е така премерено, че всеки да има точно 200 метра до финала, за да могат при равни възможности напълно едновременно да го пресекат. Ключът към успеха в дисциплината се крие още в доброто излизане от завоя, а средната скорост е по-висока от тази в 100-те метра.
Когато се бяга на закрито се прави точно една обиколка и времената обикновено са съвсем малко по-слаби от тези на открито. Щафетата е рядкост в тази дисциплина.
Подобно, но много малко по-късо и на права отсечка, било първото състезание в древните олимпийски игри.
Световният рекорд от 19,19 секунди е поставен от Юсейн Болт в Берлин (2009) – средна скорост 10,42 м/сек.

### 400 метра
Тази дисциплина понякога се нарича дълъг спринт или спринтьорски маратон. Изисква от спортистите спринтьорски качества и специална скоростна издръжливост. Провежда се през летния сезон на 400-метрова писта и през зимния на 200-метрова. Тя е олимпийска дисциплина в леката атлетика за мъже от 1896 г. и за жени от 1964 година.
Спортистите стартират от ниска позиция на стартови гнезда. На 400-метрова писта всеки състезател от старта до финала бяга по своя пътека. На 200-метрова писта първите два виража спортистите преминават по свои пътеки и после излизат на обща пътека. Навлизането в чужда пътека е нарушение на правилата, но рядко се среща на официални състезания.
Световният рекорд на Уейд ван Нийкерек е 43,03 сек. и е поставен на Олимпийските игри в Рио 2016.

## Неофициални дистанции

### 150 метра
Тази неофициална дисциплина се използва при тренировка за постигане на издръжливост в 100-те метра или на скорост в 200-те. Била е използвана само като показна дистанция. В състезание между олимпийските шампиони от 1996 година златният медалист на 100 метра Донован Бейли (Канада) побеждава Майкъл Джонсън (САЩ).
Световният рекорд е на Юсейн Болт – 14,35 сек. Това е и световен рекорд за най-висока скорост в бягането – 10,45 м/сек.

### 300 метра
Това е друга неофициална дистанция, която се използва по време на тренировки за подобряване на издръжливостта при бягането на 200 метра, и на скоростта при бягането на 400 метра.

### 500 метра
По-често състезателите тичат 500 метра, особено за да увеличат издръжливостта си в дисциплината 400 метра и скоростта си в средните разстояния. Това е дисциплината, която стои на границата между късите и средните разстояния.

### 600 метра
Тази дисциплина най-често се изпълнява от ученици в часовете по физическо възпитание. В 11 и 12 клас нормативът е 2,00 минути. Също често атлетите на 400 метра подобряват издръжливостта си, а тези на 800 метра – скоростта си, бягайки на това разстояние. Понякога 600-те метра се класифицират като бягане на средно разстояние.

## Спринтьори

### Мъже
Юсейн Болт, Йохан Блейк, Асафа Пауъл, Неста Картър, Стив Мълинг (Ямайка)
Майкъл Джонсън, Тайсън Гей, Джъстин Гатлин, Морис Грийн, Тим Монтгомъри, Трейвън Бромел, Лерой Бърн, Карл Люис (САЩ)
Ричард Томпсън, Ато Болдън, Кестън Бледман (Тринидад и Тобаго)
Бен Джонсън, Донован Бейли, Бруни Сюрин, Андре де Грас (Канада)
Франки Фредерикс (Намибия), Франсис Обиквелу (Португалия), Обадел Томпсън (Барбадос), Силвио Леонард (Куба)
Петър Петров (България)

### Жени
Флорънс Грифит-Джойнър, Кармелита Джетер, Марион Джонс, Евелин Ашфорд, Даун Соуел, Тори Едуардс, Ингер Милър, Енглиш Гарднер, Тори Боуви, Гайл Дивърс, Гуен Торънс (САЩ)
Шели-Ан Фрейзър-Прайс, Мерлин Оти, Керън Стюърд, Вероника Кембъл-Браун, Шерон Симпсън (Ямайка)
Кристин Арон (Франция), Ина Привалова (Русия)
Ивет Лалова и Анелия Нунева (България)
Ли Ксуемей (Китай), Виесинг Окагбар (Нигерия), Марлиз Гьор, Хайке Дрекслер и Ренате Щехер(Германия),
 Муриел Ахур (Кот д'Ивоар), Дафне Снипърс (Нидерландия), Жана Блок (Украйна)